# Maladie du carreau
La maladie du carreau, aussi appelée le carreau, est la dénomination populaire de certaines maladies abdominales infantiles où le ventre est gros et dur -- entre autres, probablement une infection des ganglions mésentériques.

## Sources
- Baumes, J.B. Décrire La Maladie Du Mésentère, Propre Aux Enfans, Que L'On Nomme Vulgairement Carreau… (Mémoire Qui A Remporté Le Prix Au Jugement De La Faculté De Médecine De Paris Le 22 novembre 1787.)